# Kiliophora ubiensis
Kiliophora ubiensis är en svampart som först beskrevs av Caneva & Rambelli, och fick sitt nu gällande namn av Kuthub. & Nawawi 1993. Kiliophora ubiensis ingår i släktet Kiliophora, divisionen sporsäcksvampar och riket svampar.   Inga underarter finns listade i Catalogue of Life.